# Sarańsk
Sarańsk (ros. Саранск, erz. Саран ош, moksz. Саранск ошсь) – stolica Republiki Mordwińskiej – jednego z podmiotów Federacji Rosyjskiej, około 320 tys. mieszkańców (2020). Miasto dzieli się na trzy dzielnice – Oktiabrską, Leninską i Proletarską, przepływa przez nie rzeka Insar. Komunikacja publiczna oparta jest na sieci autobusowej i trolejbusowej.
W mieście znajduje się Muzeum Sztuk Pięknych Republiki Mordwińskiej im. S.D. Erzji z kolekcją dzieł rzeźbiarza Stiepana Erzji (1876–1959) i malarza Fedota Syczkowa (1870–1958). Od 2001 w mieście funkcjonuje Miejski Ogród Zoologiczny.

## Gospodarka
W mieście rozwinął się przemysł elektrotechniczny, maszynowy, metalowy, środków transportu, materiałów budowlanych, włókienniczy, farmaceutyczny, spożywczy, odzieżowy oraz precyzyjny.

## Sport
- Dinamo Sarańsk – klub piłkarski
- Mordowija Sarańsk – klub piłkarski

Sarańsk był jednym z miast-gospodarzy Mistrzostw Świata w Piłce Nożnej, odbywających się w Rosji w 2018 roku. Specjalnie na tę imprezę wybudowano stadion Mordowija Ariena, na którym rozegrane zostały cztery mecze fazy grupowej.

## Miasta partnerskie
Jest to miasto partnerskie miast  Botewgrad w Bułgarii.

## Ludzie związani z miastem
- Mikhail Varshavski